# یوکی هوندا
یوکی هوندا (ژاپنی: 本多 勇喜؛ زادهٔ ۲ ژانویهٔ ۱۹۹۱) یک بازیکن فوتبال اهل ژاپن است.
از باشگاه‌هایی که در آن بازی کرده‌است می‌توان به باشگاه فوتبال ناگویا گرامپوس و باشگاه فوتبال کیوتو سانگا اشاره کرد.